# Susedi (1959.)
Susedi je hrvatska televizijska drama iz 1959. godine, adaptacija pripovjetke Susjedi Ive Andrića. Scenarij potpisuje Želimir Falout, a režiju Daniel Marušić. Drama je izvedena kao dio televizijskog programa nazvanog „Ciklus jugoslavenskih novelista“ u produkciji Televizije Zagreb.
Premijerno je prikazana 14. siječnja 1959. godine. Kao i većina televizijskih drama tog vremena, izvedena je uživo, a danas se smatra izgubljenom jer nije arhivirana.

## Radnja
Radnja prati odnose između likova Baruna i stare Gospođice Marijane, čiji su životi obilježeni susjedstvom, ali i složenim međuljudskim odnosima. Priča je ispričana pomoću televizijskog naratora, „sveznajućeg pripovjedača“, što je rijedak pristup za tadašnje televizijske adaptacije književnih djela.

## Glumačka postava
- Emil Kutijaro kao Barun
- Vika Podgorska kao Gospođica Marijana
- Vanja Drach kao narator (sveznajući pripovjedač)

## Produkcija
Drama je emitirana uživo iz studija Televizije Zagreb. Uključivala je ne samo studijske scene, već i filmske inserte snimane filmskom kamerom bez tona, koji su kasnije sinkronizirani u Zagrebu. Prema sjećanjima Vanje Dracha iz razgovora 1999. godine, filmski inserti snimljeni su u Primoštenu, gdje je Drach tada prvi put boravio. Scenografiju je izradio Miše Račić.

## Značaj
Susedi se ističu kao rani primjer ambiciozne televizijske adaptacije klasične proze. Zajedno s drugim ostvarenjima iz ciklusa Jugoslavenski novelisti, predstavljali su pokušaj popularizacije književnosti kroz medij televizije u njezinim prvim godinama.

## Vanjske poveznice
- Susedi u internetskoj bazi filmova IMDb-a